# Antonino Bivona Bernardi
Antonino Bivona Bernardi (o Antonius de Bivona-Bernardi) (24 de octubre de 1774, Mesina-7 de julio de 1837, Palermo) fue un botánico, briólogo y algólogo italiano.

## Biografía
Quedándose huérfano a una edad temprana, se trasladó con un tío a Palermo, donde realizó sus estudios universitarios, frecuentando primeramente la facultad de Derecho, para acercarse después a las Ciencias Naturales.
Fue alumno de Giuseppe Tineo, entonces director del Jardín Botánico de Palermo.
Después de conseguir la graduación, se trasladó a Nápoles, donde entró en contacto con Michele Tenore y Vincenzo Petagna.

## Obra
- Sicularum plantarum centuria prima, Palermo, Apud Philippum Barravecchia, 1806

- Sicularum plantarum centuria secunda, Palermo, Apud Philippum Barravecchia, 1807

- Monografia delle Tolpidi, Palermo, Sanfilippo, 1809

- Stirpium rariorum, minusque cognitarum in Sicilia sponte provenientium descriptione, nonnullis iconibus auctae Manipulus I-IV., Palermo, Typis Regiis, 1813-1816.

- Cenni sullo stato attuale dell'agricoltura e pastorizia in Sicilia, L'Iride, 1, 1822, pp. 3-33.

- Istruzione sulla coltivazione e sugli usi delle patate o sia pomi di terra, L'Iride, 1, 1822, pp. 134-139.

- Alle due memorie del Sig. Brocchi sulle diverse formazioni di rocce della Sicilia. Prolegómeno, L'Iride, 1, 1822, pp. 195-197

- Scinaia algarum marinarum genus novum, L'Iride, 1, 1822, pp. 232-234

- Prima raccolta di note alla memoria del prof. Ferrara dal titolo La natura, le sue leggi e le sue opere o Introduzione alle scienze naturali, Napoli, Tipografía Cataneo, Fernandes e comp. 1830

- Breve relazione sugli ossi fossili trovati non ha guari vicino Palermo Archivado el 16 de noviembre de 2007 en Wayback Machine., La Cerere, 1° e 15 aprile, 3 maggio 1830

- Bicellularia algarum marinarum novum genus, Effemeridi scientifiche e letterarie per la Sicilia, 5, 1832, pp. 91-92.

- Caratteri di un nuovo genere di conchiglie fossili, estratti I-II, Effemeridi scientifiche e letterarie per la Sicilia, I, 1, 1832, pp. 55-62; I, 2,1832, pp. 3-24.

- Prospetto d'un regolamento per bruciare lo zolfo ad aria aperta, Effemeridi scientifiche e letterarie per la Sicilia, 10, 1834, 264-278.

- Cenno sulla cultura dell'albero di manna, Effemeridi scientifiche e letterarie per la Sicilia, 11, 1834, pp. 15-16

- Tinéa. Ex mirabili ordine sive naturali familia Orchidearum novum genus Archivado el 3 de enero de 2015 en Wayback Machine., Giornale di Scienze Lettere e Arti per la Sicilia, 50, 1835, pp. 205-207

- Nuove piante inedite del Barone Antonino Bivona Bernardi pubblicate dal figlio Andrea, Palermo, presso Lorenzo Dato, 1838

- Catalogus herbarii Antonini Bivonae Bernardi secundum Linneanum systema digesti, a cura di Filippo Parlatore e Andrea Bivona, Giornale di Scienze Lettere e Arti per la Sicilia, 66, 1839, pp. 117-124

## Honores

### Epónimos
Géneros fanerógamos
- (Brassicaceae) Bivonaea DC.[1]

- (Illecebraceae) Bivonaea Moc. & Sessé ex DC.[2]

Género de fungi
- (Ceratostomataceae) Bivonella (Sacc.) Sacc. 1891 sin. Thyridium Nitschke, 1867

Especies
- (Asteraceae) Tolpis bivonae Jord. & Fourr.[3]
- (Campanulaceae) Laurentia bivonae (Tineo) Pignatti[4]
- (Leguminosae) Adenocarpus bivonii C.Presl[5]
- (Leguminosae) Lupinus bivonii C.Presl[6]
- (Caryophyllaceae) Polycarpon bivonae J.Gay[7]
- (Colchicaceae) Colchicum bivonae Willk. & Lange[8]
- (Euphorbiaceae) Tithymalus bivonae (Steud.) Soják[9]
- (Geraniaceae) Pelargonium bivonae Dehnh.[10]
- (Orchidaceae) Orchis bivonae Tod.[11]
- (Poaceae) Poa bivonae Parl.[12]

- La abreviatura «Biv.» se emplea para indicar a Antonino Bivona Bernardi como autoridad en la descripción y clasificación científica de los vegetales.[13]